# Gentianella sibirica
Gentianella sibirica là một loài thực vật có hoa trong họ Long đởm. Loài này được (Kusn.) Holub mô tả khoa học đầu tiên năm 1973.